# 黒松内村
黒松内村（くろまつないむら）は、かつて北海道寿都郡に存在した村である。

## 沿革
- 1909年（明治42年）4月1日 - 北海道二級町村制施行により寿都郡黒松内村が単独で自治体を形成。
- 1955年（昭和30年）1月15日 - 寿都郡樽岸村の一部・歌棄郡熱郛村と合併し、寿都郡三和村が発足。同日黒松内村消滅。